# 上田市長和町中学校組合立依田窪南部中学校
上田市長和町中学校組合立依田窪南部中学校（うえだし　ながわまち　ちゅうがっこうくみあいりつ　よだくぼなんぶちゅうがっこう）は長野県上田市・同県小県郡長和町の中学校で両自治体唯一の学校組合立中学校である。

## 概要
上田市では第一中学校（※ 上田市・神川村組合立）・泉田中学校（※ 上田市・川西村組合立、第四中学校の前身）に次いで3校目の組合立の中学校として開校し、神川村と川西村は後に上田市と合併したため、上田市の組合立中学校としては唯一現存している。また、小県郡の組合立としても唯一現存している。
現在の学区は上田市立武石小学校区及び長和町全域。

## 歴史
- 1947年 - 学制改革（6・3制）実施により長窪古町立古町・長久保新町立長久保・武石村立武石・大門村立大門の各中学校が設置される。
- 1953年 - 長窪古町立古町・大門村立大門中学校が統合、長窪古町・大門村組合立依田窪南部中学校（旧依田窪南部中学校）発足。設置は古町小学校敷地。
- 1956年 - 旧依田窪南部中学校と長久保新町立長久保中学校・武石村立武石中学校が統合、4町村の組合立として現在の依田窪南部中学校が発足。単独校舎を建設して移転した。同年の9月30日に長窪古町・長久保新町・大門村が合併して長門町が発足。長門町・武石村組合立依田窪南部中学校に変更。
- 2005年 - 長門町が和田村と合併して長和町発足。長和町・武石村組合立依田窪南部中学校に名称変更。
- 2006年 - 武石村が合併により上田市の武石地区に。上田市長和町中学校組合立依田窪南部中学校に名称変更。
- 2017年 - 長和町立和田中学校が本校と統合し閉校[1]。

## 学校所在地
- 〒386-0503　長野県上田市下武石111番地